# بادمشك (فتح أباد)
بادمشك (بالفارسية: بادمشک) هي قرية تقع في إيران في Fathabad Rural District.